# Chile nos Jogos Olímpicos de Inverno de 2014
O Chile participou dos Jogos Olímpicos de Inverno de 2014, realizados na cidade de Sóchi, na Rússia. Foi a décima sexta aparição do país em Olimpíadas de Inverno.

## Desempenho

### Esqui alpino
Feminino
| Atleta          | Evento         | Descida 1 | Descida 2 | Total   | Pos. |
| --------------- | -------------- | --------- | --------- | ------- | ---- |
| Noelle Barahona | Downhill       |           |           | 1:49.70 | 34º  |
| Noelle Barahona | Combinado      | DNF       | DNF       | DNF     | DNF  |
| Noelle Barahona | Slalom         | DNF       | DNF       | DNF     | DNF  |
| Noelle Barahona | Slalom gigante | 1:25.02   | 1:24.84   | 2:49.86 | 42º  |

Masculino
| Atleta           | Evento         | Descida 1 | Descida 2 | Total   | Pos. |
| ---------------- | -------------- | --------- | --------- | ------- | ---- |
| Eugenio Claro    | Slalom         | 57.08     | DNF       | DNF     | DNF  |
| Eugenio Claro    | Slalom gigante | DNF       | DNF       | DNF     | DNF  |
| Eugenio Claro    | Super-G        |           |           | 1:23.31 | 45º  |
| Henrik von Appen | Downhill       |           |           | 2:13.16 | 41º  |
| Henrik von Appen | Combinado      | 1:58.49   | 1:00.42   | 2:58.91 | 32º  |
| Henrik von Appen | Slalom gigante | DNF       | DNF       | DNF     | DNF  |
| Henrik von Appen | Super-G        |           |           | 1:21.88 | 32º  |

### Esqui cross-country
Masculino
| Atleta             | Evento     | Qualificatória | Qualificatória | Quartas-de-final | Quartas-de-final | Semifinal   | Semifinal   | Final       | Final       |
| Atleta             | Evento     | Tempo          | Pos.           | Tempo            | Pos.             | Tempo       | Pos.        | Tempo       | Pos.        |
| ------------------ | ---------- | -------------- | -------------- | ---------------- | ---------------- | ----------- | ----------- | ----------- | ----------- |
| Yonathan Fernández | Velocidade | 4:58.63        | 84º            | Não avançou      | Não avançou      | Não avançou | Não avançou | Não avançou | Não avançou |

### Esqui estilo livre
Feminino
| Atleta            | Evento    | Preliminar | Preliminar | Oitavas | Quartas | Semifinal   | Final       | Final |
| Atleta            | Evento    | Tempo      | Pos.       | Posição | Posição | Posição     | Posição     | Pos.  |
| ----------------- | --------- | ---------- | ---------- | ------- | ------- | ----------- | ----------- | ----- |
| Stephanie Joffroy | Ski cross | DNF        | 28º        | 2º      | DNF     | Não avançou | Não avançou | 16º   |

| Atleta          | Evento     | Preliminar | Preliminar | Preliminar | Final       | Final       | Final       |
| Atleta          | Evento     | Descida 1  | Descida 2  | Pos.       | Descida 1   | Descida 2   | Pos.        |
| --------------- | ---------- | ---------- | ---------- | ---------- | ----------- | ----------- | ----------- |
| Dominique Ohaco | Slopestyle | 69.60      | 51.40      | 13º        | Não avançou | Não avançou | Não avançou |

Legenda
| Recorde mundial      | Recorde mundial (World record)               |                       | Recorde africano                      | Recorde africano (African) |                                           | Q | Classificado por posição (Qualified) |
| Recorde olímpico     | Recorde olímpico (Olympic record)            | Recorde da América    | Recorde da América (Americas)         | q                          | Classificado por melhor tempo (Qualified) |   |                                      |
| Melhor marca do ano  | Melhor marca do ano (World leading)          | Recorde asiático      | Recorde asiático (Asian)              | DNS                        | Não largou (Did not start)                |   |                                      |
| Recorde nacional     | Recorde nacional (National record)           | Recorde europeu       | Recorde europeu (European)            | DNF                        | Não terminou (Did not finish)             |   |                                      |
| Recorde pessoal      | Recorde pessoal do atleta (Personal best)    | Recorde da Oceania    | Recorde da Oceania (Oceania)          | DSQ / DQ                   | Desclassificado (Disqualified)            |   |                                      |
| Recorde da temporada | Recorde da temporada do atleta (Season best) | Recorde sul-americano | Recorde sul-americano (South America) | NM                         | Sem marca (No mark)                       |   |                                      |